# Geaya corneli
Geaya corneli is een hooiwagen uit de familie Sclerosomatidae.